# Tôi biết rằng tôi không biết gì cả
"Tôi biết rằng tôi không biết gì cả" là một tuyên bố của nhà triết học Hy Lạp Sokrates được ghi chép bởi Plato. Nó còn có một tên gọi khác là nghịch lý Sokrates. Mặc dù Plato viết rằng Sokrates đã đưa ra tuyên bố này, tuy nhiên do Sokrates không ghi chép lại bất cứ điều gì, chúng ta sẽ không bao giờ biết liệu ông có thật sự nói ra điều này hay không.
Câu nói này cũng được kết nối hoặc kết hợp với câu trả lời cho câu hỏi Sokrates (theo Xenophon) hoặc Chaerephon (theo Plato) được cho là đã được đặt ra cho Pythia, Nhà tiên tri của đền Delphi, trong đó nhà tiên tri đã nói rằng "Sokrates là người khôn ngoan nhất." 

## Nguyên gốc
Cụm từ có nguồn gốc từ tiếng Latin ("ipse se nihil scire id unum sciat " ), là một cách diễn giải có thể đến từ một văn bản Hy Lạp (xem bên dưới). Nó còn được trích dẫn là "scio me nihil scire" hay "scio me nescire".  Sau đó, nó được dịch ngược lại sang tiếng Hy Lạp Katharevousa là "[ἓν οἶδα ὅτι] οὐδὲν οἶδα ", [èn oîda óti] oudèn oîda).

## Theo Plato
Trên thực tế, câu nói này vốn dĩ đã được giản lược hơn so với tuyên bố ban đầu của Sokrates, "Tôi không biết và cũng không nghĩ rằng tôi biết" (trong Plato, Apology 21d). Tuyên bố này mặc dù được chấp nhận là được nói ra bởi Sokrates từ thời kỳ cổ đại cho tới nay, nhưng thực tế trong các tác phẩm của Plato, chúng ta không thể thấy nó được xuất hiện đúng với nguyên văn "Tôi biết rằng tôi không biết gì."  Hai học giả nổi tiếng về Plato gần đây đã lập luận rằng tuyên bố này không nên được xem là do Sokrates của Plato nói ra.
Bằng chứng cho lập luận này là Sokrates không hề thực sự tuyên bố là không biết gì ở Apology phần 29b-c, thực tế ông ta đã nói hai lần rằng ông biết điều gì đó. Thêm vào đó, trong Apology phần 29d, Sokrates đã nói rằng ông rất tự tin vào tri thức của mình ở 29b-c đến mức ông sẵn sàng chết vì nó.

Trong Apology, Plato đã thuật lại rằng Sokrates nói ông trông có vẻ khôn ngoan hơn bất kỳ người nào khác vì ông không tưởng tượng rằng ông biết những gì ông không biết. 

... Tôi dường như, sau đó, chỉ cần một điều nhỏ bé thôi là đã khôn ngoan hơn người đàn ông này trên mọi phương diện, rằng những gì tôi không biết, tôi cũng không nghĩ rằng tôi biết chúng. [dịch lại từ bản tiếng Anh của Henry Cary vào năm 1897]

 Một bản dịch được sử dụng phổ biến hơn là "mặc dù tôi không cho rằng một trong hai chúng ta biết chút gì về vẻ đẹp và sự tốt đẹp, nhưng tôi ít nhất vẫn biết nhiều hơn anh ta - bởi anh ta chẳng biết gì nhưng lại nghĩ rằng anh ta biết. Còn tôi, tôi không biết và cũng không nghĩ rằng tôi biết" [dịch lại từ bản dịch của Benjamin Jowett]. Dù là sử dụng bản dịch nào đi chăng nữa, chúng ta cũng cần xem xét kỹ bối cảnh diễn ra câu nói; Sokrates đã đến gặp một người đàn ông "khôn ngoan", thảo luận với anh ta, sau đó ông rút lui và tự nhủ với chính mình về những điều trên. Do Sokrates từ chối mọi loại tri thức, ông đã cố gắng tìm kiếm những người khôn ngoan hơn mình trong số các chính trị gia, nhà thơ và thợ thủ công. Ông sau đó hiểu ra rằng dường như các chính trị gia mặc dù tuyên bố rằng mình rất khôn ngoan, nhưng thực tế họ chẳng có chút tri thức nào; các nhà thơ mặc dù có thể chạm tới trái tim người khác bằng ngôn từ, nhưng thực tế họ còn chẳng biết ý nghĩa chính xác của những điều mình nói ra; còn thợ thủ công thì chỉ có thể có một lượng kiến thức nhất định trong một lĩnh vực cụ thể nào đó mà thôi. Việc giải thích câu trả lời của Nhà tiên tri có thể cho chúng ta hiểu được nhận thức của Sokrates về sự thiếu hiểu biết của chính mình.

Sokrates cũng có một tuyên bố tương tự như vậy trong tác phẩm đối thoại của Plato, Meno khi ông nói: 

καὶ νῦν περὶ ἀρετῆς ὃ ἔστιν ἐγὼ μὲν οὐκ οἶδα, σὺ μέντοι ἴσως πρότερον μὲν ᾔδησθα πρὶν ἐμοῦ ἅψασθαι, νῦν μέντοι ὅμοιος εἶ οὐκ εἰδότι.
[Vậy là hiện thời tôi không hề biết đức hạnh là gì; còn ngài thì có lẽ biết trước cả khi ngài nói với tôi, nhưng giờ thì rõ ràng ngài cũng giống như một người không biết mà thôi.] (trans. G. M. A. Grube)

 Câu nói này được Sokrates đưa ra trong bối cảnh ông muốn nhắm đến việc thay đổi quan điểm của Meno, một người luôn tự tin thái quá vào ý kiến của chính mình và cho rằng bản thân có rất nhiều tri thức.
Đây chính là câu hỏi chủ chốt đã hình thành nên nền triết học "hậu Sokrates" của phương Tây. Sokrates bắt đầu mọi sự khôn ngoan bằng một nỗi băn khoăn, do đó mọi người cũng nên bắt đầu thừa nhận sự dốt nát của chính họ. Phương pháp giảng dạy biện chứng của Sokrates cũng được dựa trên việc ông là một giáo viên không biết gì, vì vậy ông sẽ rút ra kiến thức từ các học sinh của mình thông qua các cuộc đối thoại.
Ngoài ra, còn có một đoạn văn do Diogenes Laërtius viết ra trong tác phẩm Lives and Opinions of Eminent Philosophers, trong đó ông có liệt kê những điều mà Sokrates từng nói, và có một câu như sau: "εἰδέναι μὲν μηδὲν πλὴν αὐτὸ τοῦτο εἰδέναι", hay "rằng anh ta không biết bất cứ điều gì ngoại trừ việc anh ta biết sự thật đó (tức là anh ta không biết gì) ".

Một lần nữa, gần hơn với câu trích dẫn nổi tiếng này, có một đoạn trong tác phẩm Apology của Plato, trong đó Sokrates có nói rằng sau khi thảo luận với ai đó, ông ta bắt đầu nghĩ rằng: 
 Tôi khôn ngoan hơn người đàn ông này, bởi cả hai chúng tôi đều không biết liệu điều gì là tuyệt vời hoặc tốt đẹp; nhưng anh ta lại tự huyễn hoặc rằng anh ta biết một cái gì đó, mặc dù anh ta không biết gì; còn tôi, vì tôi không biết gì cả, nên tôi chẳng hề ảo tưởng rằng mình biết. Trong trường hợp cụ thể này, tôi khôn ngoan hơn anh ta, bởi vì tôi không tự huyễn hoặc bản thân rằng tôi biết những gì tôi không biết. 
 Trên thực tế, chúng ta có thể nhận ra rằng có nhiều hơn một đoạn văn, trong đó Sokrates tuyên bố rằng mình có kiến thức về một số chủ đề, ví dụ như tình yêu: 
 Làm sao tôi có thể bỏ phiếu 'Không,' khi điều duy nhất tôi nói rằng tôi hiểu chính là nghệ thuật tình yêu (ἐρωτικά)  
 Tôi hầu như không biết gì, ngoại trừ một chủ đề nho nhỏ - tình yêu (τῶτῶ ἐρωτ), mặc dù trong chủ đề này, tôi được cho là biết những điều tuyệt vời (δεδεόςός), tuyệt vời hơn bất kỳ ai từng biết, cả trong quá khứ lẫn hiện tại. 

## Sử dụng thay thế
"Nghịch lý Sokrates" cũng có thể đề cập đến những tuyên bố của Sokrates dường như trái với lẽ thường, chẳng hạn như "không ai ham muốn cái ác"  (xem Nghịch lý Skcrates). 